# Video DownloadHelper
VideoDownload Helper ist ein Add-on für die Webbrowser Mozilla Firefox, Google Chrome und Microsoft Edge.
Mit diesem Add-On kann ein Nutzer auch dann Stream-Videos und -Audios von Webseiten mithilfe des Hypertext Transfer Protocol herunterladen, wenn dies vom Seitenersteller nicht vorgesehen ist.
Die Erweiterung wurde von Michel Gutierrez programmiert.

## Geschichte
Video DownloadHelper gehört zu den beliebtesten Erweiterungen für Firefox.
Im Frühling 2015 wurde die fünfte Version der Erweiterung für Firefox neu aufgelegt basierend auf Mozillas Add-ons SDK (die Vorgängerversion nutzte XUL).
Firefox Quantum hat die Unterstützung für Erweiterungen eingestellt, die XUL oder das Add-Ons SDK verwenden.
Daher wurde die Erweiterung mithilfe von WebExtensions-APIs neu aufgelegt. Infolge der Änderungen von Mozilla stieg die Abhängigkeit von der Companion App (Begleitanwendung).

Firefox 57.0 und Video DownloadHelper 7.0.0 wurden am selben Tag (14. November 2017) veröffentlicht.
Die Version (7.3.7, 26. Juni 2019) behob Probleme, die durch Änderungen an YouTube verursacht wurden. Wenn der Endbenutzer eine Aggregation (ADP) oder Konvertierung von einer Website benötigt, von der ein Download erforderlich ist, und die Companion App nicht lizenziert ist, enthält das Endergebnis ein Wasserzeichen (einen QR-Code).
Die Software wird durch Anzeigen auf der Entwickler-Website, Spenden und damit verbundene Softwareverkäufe finanziert.
Die Software verwendet für die Konvertierung FFmpeg und als Begleitanwendung eine manipulierte Version von Node.js, welche die Kommandozeile und URL für FFmpeg zusammenstellt.

## Rezeption
Erez Zukerman von PC World bewertete es mit 4/5 Sternen und nannte es „ein wertvolles Werkzeug“.

TechRadar bewertete es mit 5/5 Sternen und schrieb: „Wer Videos nicht nur online, sondern auch im Zug, im Auto oder im Flugzeug ansehen möchte, ist mit Video DownloadHelper sehr gut bedient.“